# Лусијано Гонду
Лусијано Емилио Гонду Цанели (шп. Luciano Emilio Gondou Zanelli; Руфино, 22. јун 2001) је аргентински фудбалер који тренутно наступа за Аргентинос јуниорс. Игра на позицији нападача.
Гонду је са очеве стране француског, а са мајчине стране италијанског порекла.

## Успеси
Појединачни
- Најбољи стрелац Лига купа Аргентине: 2023.[7]